# James Sargeant
James Fred Robert Sargeant (Kobe, Japón, 17 de marzo de 1936) es un deportista australiano que compitió en vela en la clase 5.5 Metre. Participó en dos Juegos Olímpicos de Verano en los años 1964 y 1968, obteniendo una medalla de oro en Tokio 1964 en la clase 5.5 Metre.

## Palmarés internacional
| Juegos Olímpicos | Juegos Olímpicos | Juegos Olímpicos | Juegos Olímpicos |
| Año              | Lugar            | Medalla          | Clase            |
| ---------------- | ---------------- | ---------------- | ---------------- |
| 1964             | Tokio (Japón)    | Medalla de oro   | 5.5 Metre        |